# Борисовка (Рыбинский район)
Бори́совка  — деревня в Назаровской сельской администрации Назаровского сельского поселения Рыбинского района Ярославской области .
Деревня расположена правом берегу Сундобы, притока Волги, напротив её на левом берегу деревня Головичино. Выше по течению на том же берегу деревня Гаютино. Ниже по течению на этом же левом берегу деревня Старое Быково. На юго-запад от Борисовки на безымянном притоке Сундобы деревня Фёдоровское.  Деревня расположена к северу от автомобильной дороги Рыбинск-Шашково, к ней ведёт просёлочная дорога по берегу Сундобы на деревню Гаврилово. Основная улица деревни ориентирована перпендикулярно реке .
Деревня не указана на плане Генерального межевания Рыбинского уезда 1792 года.
На 1 января 2007 года в посёлке не числилось постоянных жителей . Почтовое отделение, расположенное в Назарово, обслуживает в деревне 21 дом.